# Symplocarpus foetidus
Symplocarpus foetidus là một loài thực vật có hoa trong họ Ráy (Araceae). Loài này được (L.) Salisb. ex W.Barton miêu tả khoa học đầu tiên năm 1817.

## Hình ảnh

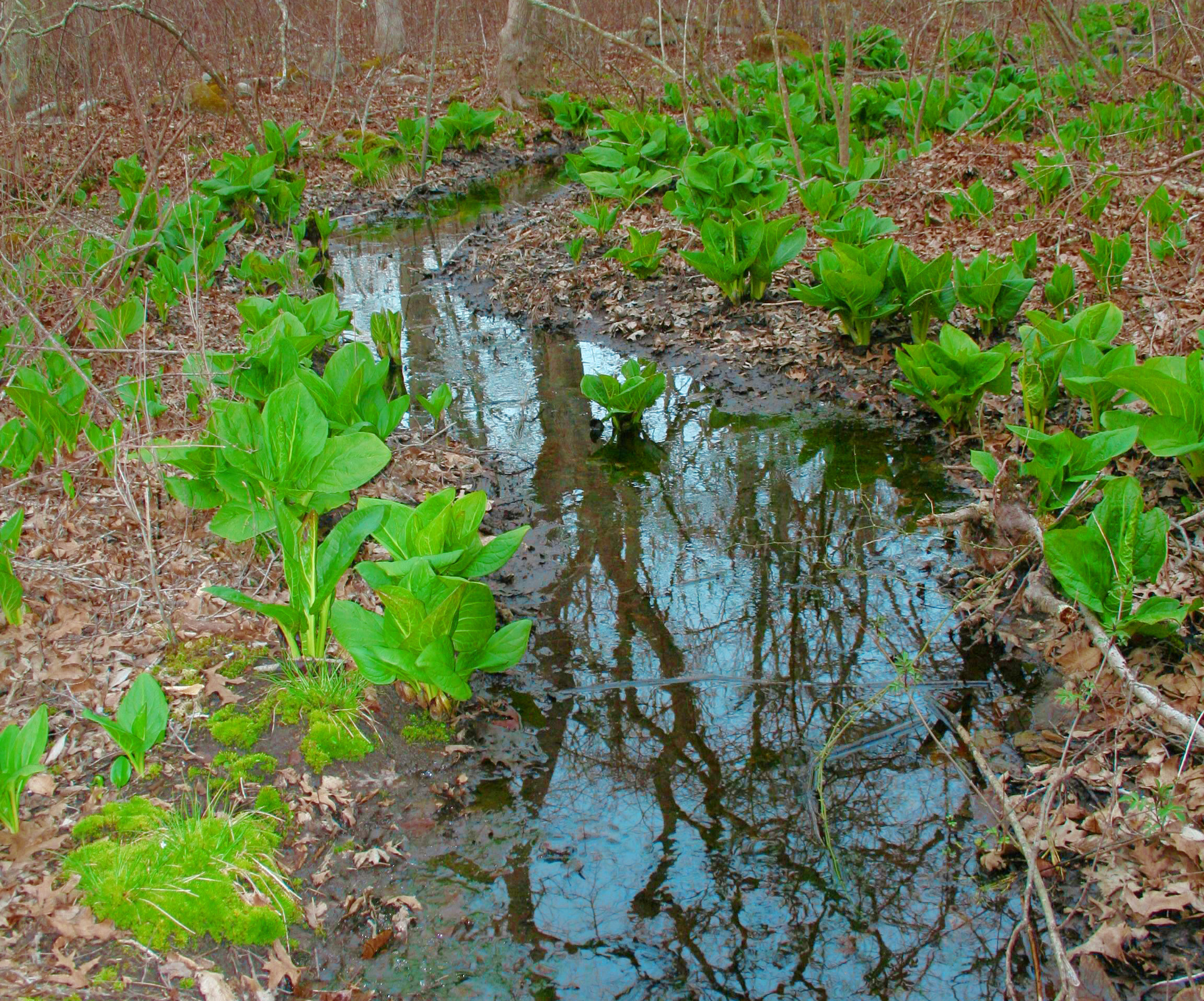
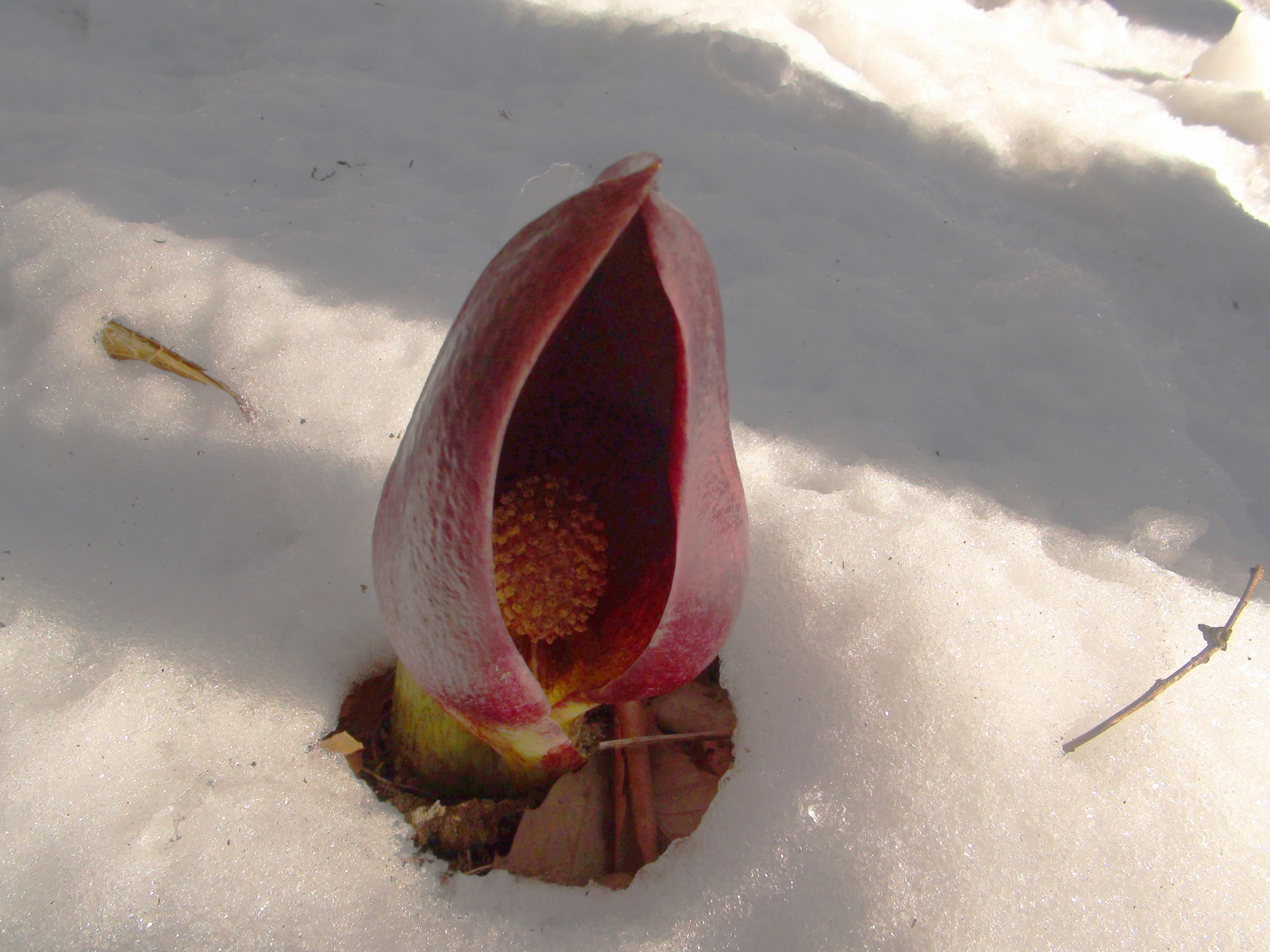
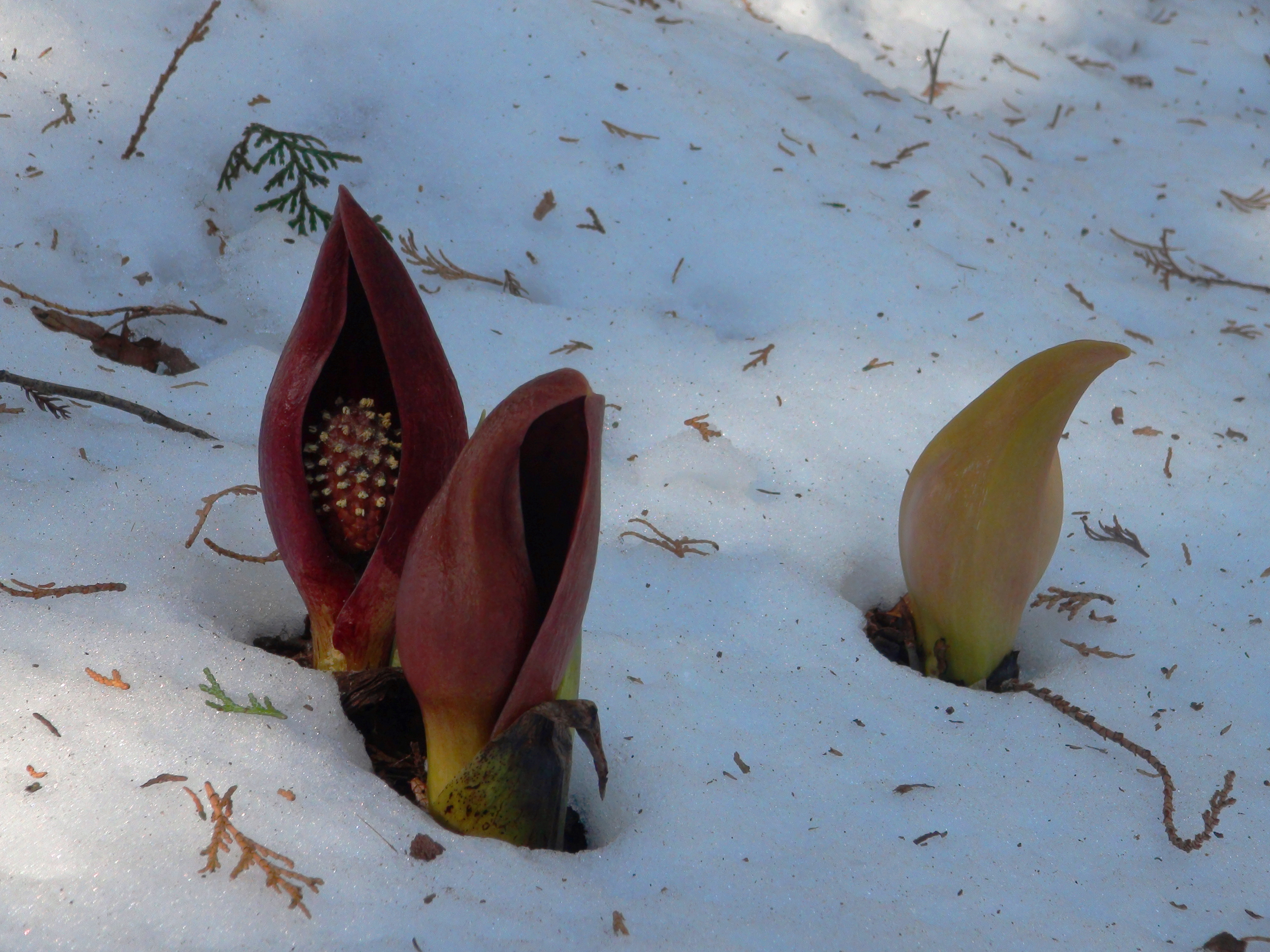
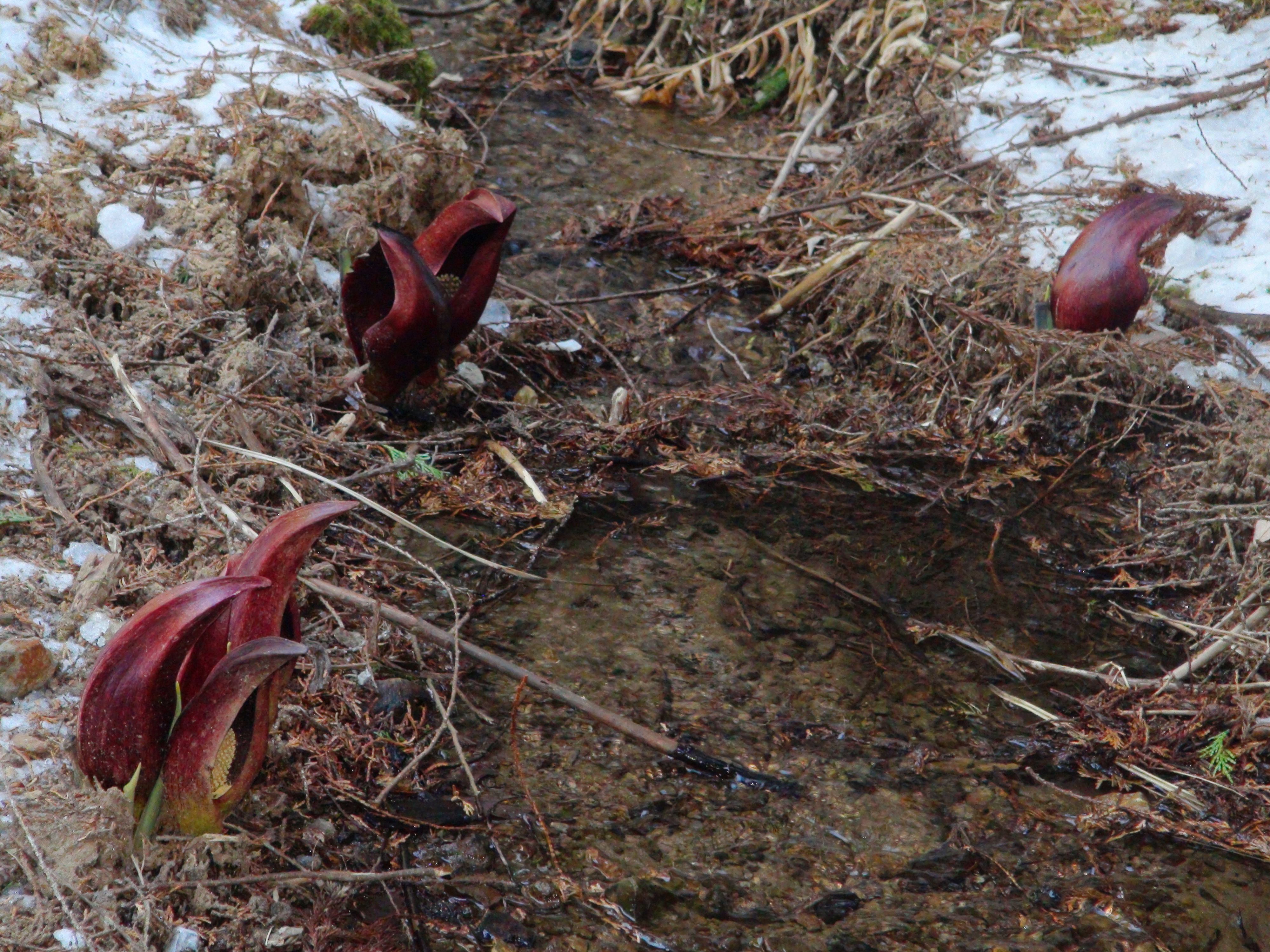